# Municipio de Zippel
El municipio de Zippel (en inglés: Zippel Township) es un municipio ubicado en el condado de Lake of the Woods en el estado estadounidense de Minnesota. En el año 2010 tenía una población de 118 habitantes y una densidad poblacional de 1,37 personas por km².

## Geografía
El municipio de Zippel se encuentra ubicado en las coordenadas 48°49′58″N 94°54′22″O / 48.83278, -94.90611. Según la Oficina del Censo de los Estados Unidos, el municipio tiene una superficie total de 86.19 km², de la cual 84,68 km² corresponden a tierra firme y (1,75 %) 1,51 km² es agua.

## Demografía
Según el censo de 2010, había 118 personas residiendo en el municipio de Zippel. La densidad de población era de 1,37 hab./km². De los 118 habitantes, el municipio de Zippel estaba compuesto por el 98,31 % blancos, el 0,85 % eran asiáticos y el 0,85 % eran de una mezcla de razas. Del total de la población el 0 % eran hispanos o latinos de cualquier raza.